# Doctorul „Moarte”
Doctorul „Moarte” (titlu original: You Don't Know Jack) este un film american biografic de televiziune din 2010 regizat de Barry Levinson. Rolurile principale au fost interpretate de actorii Al Pacino, John Goodman, Danny Huston, Susan Sarandon și Brenda Vaccaro.

## Prezentare
Filmul  prezintă ascensiunea și decăderea celebrului Doctor „Moarte”, care a construit o infamă "mașinărie a milei" cu scopul de a asista sinuciderea unor pacienți cu maladii în stadii terminale.

## Distribuție
- Al Pacino - Dr. Jack Kevorkian
- Danny Huston - Geoffrey Fieger
- Susan Sarandon - Janet Good
- Brenda Vaccaro - Margaret "Margo" Janus
- James Urbaniak - Jack Lessenberry
- Eric Lange - John Skrzynski
- John Engler - Rolul său  (imagini de arhivă)
- Richard E. Council - Judge David Breck
- Sandra Seacat - Janet Adkins
- Adam Driver - Glen Stetson
- Cotter Smith - Dick Thompson
- David Wilson Barnes - David Gorcyca